# Psilochira lineata
Psilochira lineata är en fjärilsart som beskrevs av Walker 1855. Psilochira lineata ingår i släktet Psilochira och familjen tofsspinnare. Inga underarter finns listade.